# François Thomas Galbaud-Dufort
François Thomas Galbaud du Fort (Nantes, 25 settembre 1743 – Il Cairo, 21 aprile 1801) è stato un generale francese, governatore generale di Saint-Domingue.

## Biografia

### Nascita e carriera militare
Figlio del cavaliere Philippe-François Galbaud du Fort, consigliere della Camera dei Conti di Bretagna, e di Agnès du Breuil, François Thomas Galbaud si diplomò alla scuola di artiglieria il 31 gennaio 1761.
Galbaud prestò servizio in Corsica dal 1778 al 1783 e fu nominato capitano bombardiere il 3 giugno 1779, poi primo capitano il 7 ottobre 1780. Galbaud combatté durante la guerra d'indipendenza americana. Successivamente fu di stanza nella guarnigione di Strasburgo fino allo scoppio della Rivoluzione francese nel 1789. Il 16 novembre 1788 fu nominato cavaliere dell'Ordine di San Luigi. Galbaud aderì alla rivoluzione e fu uno dei fondatori del club dei giacobini di Strasburgo nel gennaio 1790. Successivamente fece parte del club dei giacobini di Metz. Il 1º aprile 1791 raggiunse il grado di tenente colonnello del 6º reggimento di artiglieria a piedi. Prestò quindi servizio nell'Armée des Ardennes e nell'Armée du Nord con il grado di maresciallo di campo di fanteria e divenne governatore di Verdun il 12 ottobre 1792.

### Governatore di Saint-Domingue
Il 1º febbraio 1793 Galbaud fu nominato governatore generale di Saint-Domingue. Appena giunto nell'isola, nel maggio 1793, Galbaud divenne la figura di riferimento per i coloni bianchi in urto con i due commissari civili Étienne Polverel e Léger-Félicité Sonthonax, cui continuavano a rimproverare lo scoperto sostegno ai liberi di colore. I rapporti tra le due autorità di governo nell'isola si deteriorarono presto: a qualche settimana appena dal suo arrivo, sul finire di giugno, Galbaud tentò con le armi di destituire Sonthonax e Polverel.
La risposta dei due fu quella di dichiarare liberi tutti i neri che si fossero battuti al loro fianco contro il governatore dell'isola. Era una mossa già sperimentata con successo da alcuni ufficiali mulatti che avevano così ingrossato le file delle loro milizie, ma risultava, nella fattispecie, dettata soprattutto dalla disperazione del momento. La decisione non intendeva insomma avviare un processo di liberazione collettivo: tuttavia l'appello non cadde nel vuoto e gli schiavi neri pronti a passare sotto le insegne dei due commissari in cambio della libertà furono decisivi per cingere d'assedio Cap-Français, sottoporla preso a saccheggio, costringere Galbaud a fuggire dall'isola e a fare vela verso New York, dove avrebbe condotto con sé molti coloni, a loro volta in fuga dalle rappresaglie degli schiavi nel frattempo liberati e pronti a spargere per tutti gli Stati Uniti la preoccupazione per i fatti di Saint-Domingue.

### Il ritorno in Francia e la spedizione in Egitto
Galbaud salpò verso il Nord America, raggiungendo gli Stati Uniti, dove fu accusato, insieme a Claude-Corentin Tanguy de la Boissière, di tradimento e arrestato dall'ambasciatore Edmond-Charles Genêt. Fuggì in Canada, poi tornò in Francia. Fu arrestato a Nantes, poi inviato a Parigi il 17 aprile 1794. Fu rilasciato nel dicembre dello stesso anno. A Parigi ottenne l'appoggio dell'ex governatore di Saint Domingue Étienne Maynaud de Bizefranc de Laveaux con il quale fece causa comune nel club dei giacobini di Strasburgo nel 1792.
Nell'agosto 1799 fu richiamato in attività e messo a disposizione del generale in capo alla nell'Armée d'Angleterre. Il 3 dicembre 1799 passò all'Armata d'Oriente. Fu incluso nello stato maggiore dell'esercito il 29 maggio 1801, quindi nominato comandante della città del Cairo.
Morì il 21 aprile 1801, nella fattoria di Ibrahim-Bey vicino al Cairo.